# Siligo
Siligo este o comună din provincia Sassari, regiunea Sardinia, Italia, cu o populație de 789 locuitori (1 ianuarie 2023) și o suprafață de 43,45 km².

## Teritoriu
Teritoriul său se întinde pe peste 4.000 de hectare și este caracterizat de diferite reliefuri de origine vulcanică, printre care se remarcă Muntele Santu (733 metri), cu forma sa caracteristică a conului trunchiat ( mesa ) și conurile scoria din Monte Percia și Monte Ruju din care digurile se ramifică , numite Su Muru 'e Ferru . Un alt relief de o valoare peisagistică și arheologică considerabilă este Muntele Sant'Antonio (599 metri), o ramură nord-vestică a platoului vulcanic mai mare numit Monte Pelau.

## Monumente și locuri de interes
- Biserica Maicii Domnului din Mesumundu

## Situri arheologice
- Sanctuarul nuragic al Monte Sant'Antonio
- Parcul Arheologic Mesumundu

## Demografie
Siligo - evoluția demografică

|  | Graficele sunt indisponibile din cauza unor probleme tehnice. Mai multe informații se găsesc la Phabricator și la wiki-ul MediaWiki. |

Date: Recensăminte sau birourile de statistică - grafică realizată de Wikipedia

## Etnii și minorități străine
Străinii care locuiesc în Siligo de la 1 ianuarie 2018 sunt 39 și reprezintă 4,5% din populația rezidentă. Naționalitățile cele mai reprezentate pe baza procentului lor din totalul populației străine rezidente au fost:

### Europa
- România 16 - 41,06%
- Germania 1 - 2,56%
- Ucraina 1 - 2,56%
- Federația Rusă 1 - 2,56%

### Africa
- Maroc 18 - 46,15%

### America
- Cuba 1 - 2,56%
- Ecuador 1 - 2,56%

## Personalități născute în Siligo
- Maria Carta (1934–1994), cântăreață folk  și actriță
- Gavino Ledda (1939), Scriitor și Regizor de film